# Juan Carlos González Zamora
Juan Carlos González Zamora (24 de junio de 1968, La Habana, Cuba) es un ajedrecista cubano nacionalizado mexicano en abril de 2008. En el 2004 obtuvo el título de Gran Maestro Internacional de ajedrez y ha conseguido buenos puestos en distintos torneos como el Carlos Torre Repetto, el FENAZA de Zacatecas, la copa Benito Juárez, etc. Es uno de los integrantes de la lista de Grandes Maestros de Ajedrez mexicanos.

## Historia
Juan Carlos González Zamora aprendió a jugar ajedrez a la edad de 9 años y medio, según sus propias declaraciones "desde los 14 años de edad ya sabía que quería ser Gran Maestro de ajedrez". Actualmente es uno de los 4 Grandes Maestros de Ajedrez mexicanos que existen en la actualidad, nació el 24 de junio de 1968, en el municipio Playa, La Habana, licenciado en Cultura Física y ajedrecista profesional. Obtuvo el importante título de Gran Maestro Internacional en 2004. En el 2008 alcanzó los 2568 puntos de ELO, convirtiéndose en el número 1 de México.
Participó representando a México en cuatro Olimpíadas de ajedrez en 2004, 2006, 2010 y 2012.
Actualmente vive en Mérida, Yucatán donde tiene varios alumnos de distintas categorías, en agosto del 2014 publicó su primer libro titulado "Celebrando con recuerdos" en el cual comenta varias de sus partidas, en celebración a sus 20 años viviendo en México. Se espera que próximamente escriba otro libro en palabras de él será "un material de mayor profundidad".